# ワシントンヤシモドキ
ワシントンヤシモドキ (Washingtonia robusta) は、ヤシの1種である。オニジュロ（鬼棕櫚）、オキナヤシモドキ。和名はワシントンヤシ Washingtonia filifera に近縁なことから付けられた。

## 産地
メキシコ北西部原産。

## 特徴
ワシントンヤシと非常に似るが、ワシントンヤシの幹周りが160cm以上なのに対し、幹周りが90cm前後と細い。ただし、若木の段階ではほとんど判別できない。
寒さに強いので、街路樹などに植えられる。ただし、耐寒性はワシントンヤシに劣る。